# شیوان مورفی
شیوان مورفی (انگلیسی: Siobhan Murphy؛ زادهٔ ۱۹۸۴) بازیگر اهل کانادا است.
از فیلم‌ها یا مجموعه‌های تلویزیونی که وی در آن‌ها نقش داشته‌است، می‌توان به مزرعه قلب‌ها، شتز کریک، جادوگر خوب، حکومت، دگراسی: نسل بعدی، نجات امید، پلیس‌های تازه‌کار، مرز جنون، اسپات‌لایت و ماجراهای مرداک اشاره نمود.